# Червен дъб
Американският червен дъб (Quercus rubra) е листопадно дърво от първа величина, принадлежащо към групата на червените дъбове (секция Lobatae). Естествената му зона на разпространение обхваща източната част на северноамериканския континент. В България това дърво присъства като декоративен вид, въведен още в началото на 20 век - заради забележителната си есенна окраска, в съчетание с добра поносимост към градски условия. От него са формирани и горски насаждения, изпълняващи лесотехнически, ландшафтноустройствени и рехабилитационни функции.

## Характеристики
Северният червен дъб е светлолюбив вид, представителите му достигат до 20 - 30 метра височина (отделни екземпляри до 49 м), със среден диаметър на ствола около 50 - 100 см (максимум 2.40 м). Темпът му на растеж (особено през първите 10 години) е сред най-бързите за род Дъбови. Жизненият срок на Quercus rubra при оптимални условия се оценява на около 500 години.
Този тип широколистни растения могат да бъдат открити по-често в умерено влажни ареали, места със северно и източно изложение по ниски до средно високи склонове, котловини, речни долини, периферията на залѝвни зони, глинесто-песъчливи равнини, скални разкрития. В природата те виреят предимно върху добре дренирани, богати почви със слаба киселинност, в пояса от 0/150 до 1800 метра надморска височина.

## Описание
Червеният дъб е със закръглена корона и прав ствол. Кората му е тъмносива, предимно гладка; в процеса на стареене върху нея се формират вертикални пукнатини и широки ръбове, уподобявани на „следи от ски“.
Листата му са сравнително големи: размерът им е 10 - 25 см на дължина, 8 - 15 см на ширина. Те са прости, пересто наделени, първоначално покрити с фини власинки, впоследствие лъскаво зелени и гладки отгоре, по-светли отдолу; дяловете, от 7 до 11 на брой, са ъгловати и с източени връхчета, за разлика от заоблените (вълнообразни) листни очертания, характерни за белите дъбове, към които се числят повечето местни (за България) видове Quercus.
Quercus rubra е еднодомно растение – върху всяко дърво се образуват мъжки и женски цветове (съцветия). Мъжките цветове са струпани в увиснали реси, които израстват от пазвите на миналогодишните листа. Те се появяват малко преди (или едновременно с) разлистването през април – май. Женските цветове са единични, групирани по два или повече образуват класовидни съцветия.
Плодовете са тип "орех", т.е. жълъди. Дължината им е 15 - 30 мм. Жълъдите узряват на втората година, самостоятелно или в групи от 2 до 5, покрити частично от плитки, люспести купули („чашки“, „шапчици“). Дърветата започват да плододават, когато са на възраст от 20 – 25 години, пълноценно около 40 – 50-ата си годишнина. Добри реколти се наблюдават на всеки 2 до 5 години.

## Екология
В рамките на екосистемите, в които той играе по-съществена роля, жълъдите и листата (филизите) на този вид дъб са добър хранителен източник за горските животни - елени, гризачи, зайци, мечки, различни видове птици: диви пуйки, кълвачи, сойки, синигери и други представители на пойните птици, пъдпъдъци, яребици, водоплаващи птици; същото важи и за домашните животни с досег до негови месторастения, като свинете например.
Съдържание: плодовете са сравнително бедни на протеини, фосфор и фибри, но са много калорични, богати на захари, скорбяла, мазнини, танини; високите нива на последното вещество са причина за горчивия им вкус.

## Употреба
Дървесината на червения дъб е ценен ресурс, който намира приложение в различни сфери – за създаването на висококачествени мебели, фурнири, ламперии и подови настилки, греди и стълбове, за отопление.

## Галерия
- Ствол – кора
- Листа
- Мъжки съцветия
- Женски цветове
- Жълъди